# 올리비아 루이즈
올리비아 루이즈(Olivia Ruiz, 1980년 1월 1일 ~ )는 프랑스의 싱어송라이터이다.